# Deuterosminthurus
Genre
Deuterosminthurus est un genre de collemboles de la famille des Bourletiellidae.

## Liste des espèces
Selon Checklist of the Collembola of the World (version du 13 août 2019) :
- Deuterosminthurus bicinctus (Koch, 1840)
- Deuterosminthurus bisetosus Baquero, Moraza & Jordana, 2003
- Deuterosminthurus caeruleacaudus (Scott, 1965)
- Deuterosminthurus delatorrei Palacios-Vargas & González, 1995
- Deuterosminthurus doriae (Parona, 1884)
- Deuterosminthurus ezoensis Yosii, 1972
- Deuterosminthurus kugleri Bretfeld, 2000
- Deuterosminthurus luridus (Snider, 1978)
- Deuterosminthurus mediterraneus Ellis, 1974
- Deuterosminthurus nonfasciatus (Snider, 1978)
- Deuterosminthurus okinawanus Yosii, 1965
- Deuterosminthurus pallipes (Bourlet, 1843)
- Deuterosminthurus pleuracanthus Nayrolles, 1996
- Deuterosminthurus polenus (Christiansen & Bellinger,1992)
- Deuterosminthurus propallipes (Börner, 1901)
- Deuterosminthurus prospathaceus (Rapoport, 1963)
- Deuterosminthurus quadrangulatus (Loksa & Bogojevic, 1970)
- Deuterosminthurus russatus (Maynard, 1951)
- Deuterosminthurus separatus Arlé, 1943
- Deuterosminthurus serratus Kang & Lee, 2005
- Deuterosminthurus sulphureus (Koch, 1840)
- Deuterosminthurus tristani Denis, 1933
- Deuterosminthurus yumanensis Wray, 1967

## Publication originale
- Börner, 1901 : Zur Kenntnis der Apterygoten-Fauna von Bremen und der Nachbardistrikte. Beitrag zu einer Apterygoten-Fauna Mitteleuropas. Abhandlungen des Naturwissenschaftlichen Vereins zu Bremen, vol. 17, no 1, p. 1-140 (texte intégral).